# Anthropobionik
Die Anthropobionik ist ein Teilgebiet der Bionik. Dieses Teilgebiet beschäftigt sich grundlegend mit Anpassungen von Anwendungen oder Konstruktionen an den Menschen. Es besteht grundlegend aus zwei Teilbereichen, die Robotik und die Mensch-Maschine-Interaktion, die sich auch überschneiden.

## Definition

### Mensch-Maschine-Interaktion
Die Mensch-Maschine-Interaktion ist ein Gebiet des Bereiches Mensch-Maschine-System. Mensch-Maschine-Systeme stellen eine Zusammenarbeit von Menschen und Maschinen dar, die in der Umwelt zusammenwirken, sodass sie ein bestimmtes Ziel oder eine bestimmte Aufgaben erfüllen.
In der heutigen Zeit ist die Maschine häufig als Computer zu finden, sodass man Überschneidungen zur Mensch-Computer-Interaktion findet. Als Beispiele für Innovationen sind der Touchscreen und die Datenbrille bekannt. Damit eine Interaktion erfolgen kann, wird eine Schnittstelle benötigt, die im Bereich der Mensch-Maschine-Schnittstellen oder auch Benutzerschnittstellen zu finden sind.

### Robotik
Der Begriff Roboter beziehungsweise Robotik ist nicht klar definiert, weil die Definition von Land zu Land unterschiedlich ist.
Ein erstes Aufkommen des Begriffes stammt aus Science-Fiction Erzählungen in dem Theaterstück „RossumŠs Universalroboter“ von Karel Capek. Das Stück stellt künstlich erschaffene Wesen dar, die den Menschen unterstützen sollen. Dies hatte Auswirkungen auf die Bevölkerung, in der Roboter als Wesen mit einem eigenen Willen angesehen werden, die sich nach einiger Zeit gegen ihren Schöpfer stellen.
In den fünfziger Jahren wurden die Roboter von dem amerikanischen Autor Isaac Asimov anders definiert. In seinem Fall seien Roboter vom Menschen programmierte Maschinen, die drei Gesetzen folgten. Er hat durch seine Ausführungen den Begriff „Robotik“ zum ersten Mal definiert.

## Anwendungen
Die Anthropobionik bietet viele Anwendungen.
Im Bereich der Mensch-Maschine-Interaktion zählen dazu
- die Gestaltung von Cockpits, die an die sensorischen Fähigkeiten und Gewohnheiten des Menschen angepasst sind, oder
- das Finden einer Idealkonfiguration bei Fahrrädern, womit bei höherer Muskeleffizienz gefahren werden kann als beim Laufen.

Im Bereich der Robotik zählt dazu
- die Greifarmsteuerung am Beispiel von Krebsen.

## Zusammenführung
Auch in der Robotik liegt die Mensch-Maschine-Interaktion vor, welche aber noch weiter ausgeweitet wird. Am Beispiel des OP-Roboters. Anwendungen erkennt man diese Ausweitung.
Solche sehr fortgeschrittenen Mensch-Maschine-Systeme finden sich hauptsächlich in der Medizintechnik. Diese Anwendung findet häufig Gebrauch im Bereich der Mund-, Nasen-, Kiefer- und Gesichtschirurgie.
Die Spezifizierung in diesem System liegt zum einen in der Art des Systems. Dieses System wird Master-Slave-System genannt. Ein Master-Slave-System ist eine Anordnung aus Mensch und Roboter, in dem der Mensch den Roboter steuert. Dies kann von einem Punkt in der Nähe des Roboters sein oder auch am anderen Ende der Welt.
Zum anderen sollen solche Roboter Fehler des Menschen bei der Steuerung ausbessern, sodass eine manuell nicht erreichbare Genauigkeit garantiert wird. Es sollen Zitterbewegungen unterdrückt werden, wodurch der operierende Roboter eine ruhige Hand hat.
Aus diesem Beispiel erkennt man, dass die Mensch-Maschine-Interaktion auch in der Robotik wiederzuerkennen ist. Sie bietet zum einen die positiven Aspekte der Systeme im Bereich der Steuerungstechnik, jedoch erhält sie hier noch einmal eine Ausweitung und Optimierung.

## Ausblick
Der Bereich der Mensch-Maschine-Systeme hatte einen ersten Aufschwung mit den Weltkriegen und der Militärtechnik. Dazu zählen auch die Entwicklungen im Bereich der Kommunikations- und Informationstechnik. Die Erarbeitung dieses Themas verteilt sich im Bereich der Fachhochschulen auf die Lehrstühle Elektrotechnik, Informationstechnik, Arbeitswissenschaft, Regelungstechnik und Informatik. Aber nicht nur Fachhochschulen arbeiten daran, sondern auch Firmen in der Fahrzeugtechnik, Verfahrenstechnik, Informationstechnik und Kommunikationstechnik.
In der heutigen Zeit erfährt die Mensch-Maschine-Interaktion eine Ausweitung der Fachbereiche. Die Ausweitung erfolgt auf die Gebiete Design, Pädagogik, Psychologie, Philosophie, Kultur- und Medienwissenschaften, Ethik und Künstliche Intelligenz. Aus dieser Masse an Neuerungen ergeben sich verschiedene Herausforderungen, die sich mit weiteren Forschungen wie der Tierethik und Biologie bewältigen lassen. Wenn diese Weitererforschung einen Erfolg hat, könnten neuartige Technologien folgen, die auch für die Wirtschaft wichtig sein können. Als Beispiel cyber-physischer Systeme für die Industrie 4.0.